# Ryan Simpkins
Ryan Simpkins (25 de marzo de 1998) es una personalidad de la actuación estadounidense, se le conoce por su actuación en la película Pride and Glory.

## Biografía
Ryan Simpkins nació en Nueva York el 25 de marzo de 1998, sus padres son Monique y Stephen Simpkins. Ryan tiene dos hermanos, uno mayor y otro pequeño. El pequeño, Ty, también se dedica a la actuación. Actualmente Ryan y su familia residen en Los Ángeles.

## Primeros trabajos en la actuación
Su primera aparición fue en SherryBaby interpretando a Alexis Parks, luego participó en Pride and Glory, junto a su hermano, el actor Ty Simpkins, actuaron como los hijos de Colin Farrell. Posteriormente en Revolutionary Road volvería a compartir escenario con su hermano Ty. Más tarde participó en la adaptación a película del libro de Wendy Masa Jeremy Fink and the Meaning of Life, escrita y dirigida por Tamar Halpern. También ha protagonizado Gardens of the Night en 2008.

## Filmografía
| Año  | Título                              | Personaje        | Notas     |
| ---- | ----------------------------------- | ---------------- | --------- |
| 2006 | SherryBaby                          | Alexis Parks     |           |
| 2008 | Gardens of the Night                | Leslie (joven)   |           |
| 2009 | Balls Out: Gary the Tennis Coach    | Amy Daubert      |           |
| 2009 | A Single Man                        | Jennifer Strunk  |           |
| 2009 | Surveillance                        | Stephanie        |           |
| 2009 | Pride and Glory                     | Shannon Egan     |           |
| 2009 | Revolutionary Road                  | Jennifer Wheeler |           |
| 2010 | Sitters Street                      | Ramona           |           |
| 2011 | Jeremy Fink and the Meaning of Life | Lizzy Muldoun    |           |
| 2011 | Twixt                               | Caroline         |           |
| 2012 | 1426 Chelsea Street                 | Grace            | Productor |
| 2012 | Arcadia                             | Greta            |           |
| 2013 | Space Warriors                      | Lacey Myers      |           |
| 2015 | Anguish                             | Tess             |           |
| 2017 | Brigsby Bear                        | Aubrey           |           |
| 2017 | The House                           | Alex Johansen    |           |
| 2018 | Ladyworld                           | Dolly            |           |
| 2021 | La calle del terror (Parte 2): 1978 | Alice            |           |
| 2021 | La calle del terror (Parte 3): 1666 | Alice            |           |
| 2022 | Please Baby Please                  | Dickie           |           |